# Championnat d'Écosse de football 1911-1912
Navigation
Édition précédente Édition suivante
La 22e édition du championnat d'Écosse de football est remportée par les Rangers FC. C’est le septième titre de champion du club, le deuxième consécutif. Ils gagnent avec six points d’avance sur le Celtic FC. Clyde FC complètent le podium.
À la fin de la 21e saison, aucun club ne quitte la première division. Les mêmes 20 équipes sont conservées pour la saison 1911-1912.
Avec 33 buts marqués en 34 matchs,  Willie Reid de Rangers FC remporte pour la deuxième fois consécutive le titre de meilleur buteur du championnat.

## Les clubs de l'édition 1911-1912
| Club                              | Ville      |
| --------------------------------- | ---------- |
| Aberdeen Football Club            | Aberdeen   |
| Airdrieonians Football Club       | Airdrie    |
| Celtic Football Club              | Glasgow    |
| Clyde Football Club               | Glasgow    |
| Dundee Football Club              | Dundee     |
| Falkirk Football Club             | Falkirk    |
| Greenock Morton Football Club     | Greenock   |
| Hamilton Academical Football Club | Hamilton   |
| Heart of Midlothian Football Club | Édimbourg  |
| Hibernian Football Club           | Leith      |
| Kilmarnock Football Club          | Kilmarnock |
| Motherwell Football Club          | Motherwell |
| Partick Thistle Football Club     | Glasgow    |
| Queen's Park Football Club        | Glasgow    |
| Raith Rovers Football Club        | Kirkcaldy  |
| Rangers Football Club             | Glasgow    |
| Saint Mirren Football Club        | Paisley    |
| Third Lanark Athletic Club        | Glasgow    |

## Compétition

### Classement
Le classement est établi sur le barème de points classique (victoire à 2 points, match nul à 1, défaite à 0).
| Rang | Équipe              | Pts | J  | G  | N  | P  | Bp | Bc | Diff |
| ---- | ------------------- | --- | -- | -- | -- | -- | -- | -- | ---- |
| 1    | Rangers FC          | 51  | 34 | 24 | 3  | 7  | 86 | 34 | +52  |
| 2    | Celtic FC           | 45  | 34 | 17 | 11 | 6  | 58 | 33 | +25  |
| 3    | Clyde FC            | 42  | 34 | 19 | 4  | 11 | 56 | 32 | +24  |
| 4    | Heart of Midlothian | 40  | 34 | 16 | 8  | 10 | 54 | 40 | +14  |
| 5    | Partick Thistle FC  | 40  | 34 | 16 | 8  | 10 | 47 | 40 | +7   |
| 6    | Greenock Morton     | 37  | 34 | 14 | 9  | 11 | 44 | 44 | 0    |
| 7    | Falkirk FC          | 36  | 34 | 15 | 6  | 13 | 46 | 33 | +13  |
| 8    | Dundee FC           | 35  | 34 | 13 | 9  | 12 | 52 | 41 | +11  |
| 9    | Aberdeen FC         | 35  | 34 | 14 | 7  | 13 | 44 | 44 | 0    |
| 10   | Airdrieonians       | 32  | 34 | 12 | 8  | 14 | 40 | 41 | -1   |
| 11   | Third Lanark AC     | 31  | 34 | 12 | 7  | 15 | 40 | 57 | -17  |
| 12   | Hamilton Academical | 30  | 34 | 11 | 8  | 15 | 32 | 44 | -12  |
| 13   | Hibernian FC        | 29  | 34 | 12 | 5  | 17 | 44 | 47 | -3   |
| 14   | Motherwell FC       | 27  | 34 | 11 | 5  | 18 | 34 | 44 | -10  |
| 15   | Raith Rovers        | 27  | 34 | 9  | 9  | 16 | 39 | 59 | -20  |
| 16   | Kilmarnock FC       | 26  | 34 | 11 | 4  | 19 | 38 | 60 | -22  |
| 17   | Queen's Park FC     | 25  | 34 | 8  | 9  | 17 | 29 | 53 | -24  |
| 18   | Saint Mirren        | 24  | 34 | 7  | 10 | 17 | 32 | 59 | -27  |

|  | Champion d'Écosse |
|  | Relégation        |

## Bilan de la saison
| Tableau d'Honneur                |            |
| Compétition                      | Vainqueur  |
| Championnat d'Écosse de football | Rangers FC |
| Coupe d'Écosse de football       | Celtic FC  |

| Promotions et relégations |       |
| Promus                    | Aucun |
| Relégués                  | Aucun |

## Statistiques

### Meilleur buteur
1. Willie Reid, Rangers FC, 33 buts